# Дербишир, Мэтт
Мэттью Энтони «Мэтт» Дербишир (англ. Matthew Anthony Derbyshire; род. 14 апреля 1986, Грейт-Харвуд, Ланкашир, Англия) — английский футболист, игравший на позиции нападающего. Пять лет отыграл за «Блэкберн Роверс», обладатель Кубка Интертото, Кубка Греции, Кубка Английской лиги и чемпион Греции.

## Клубная карьера

### Ранние годы
Дербишир родился в Грейт-Харвуде, Ланкашир и учился в школе Девы Марии и Святителя Иоанна в Блэкберне. Он начал играть в футбол в «Дарвене», пока не перешёл в «Грейт-Харвуд Таун» в 2002 году. Свой первый гол за первую команду клуба он забил в 16 лет, в октябре 2002 года, и к тому времени, когда оставил клуб в ноябре 2003 года, забил 21 гол в Северо-западной лиге, 18 — в последних девяти матчах.

### «Блэкберн Роверс»
Дербишир присоединился к «Блэкберн Роверс» в ноябре 2003 года на £ 20 000, став самой дорогой продажей в истории «Грейт-Харвуд». В «Блэкберне» он в детстве был болбоем (подавал мячи во время матчей) и отверг приглашение «Манчестер Юнайтед», так как считал, что сможет раскрыть свои лучшие качества именно в родном клубе.
Сначала Дербишир был отправлен в аренду в «Плимут Аргайл», но не смог забить ни одного мяча в 13 играх, в результате чего тренер Марк Хьюз отозвал игрока из аренды. Затем он присоединился к «Рексему» на три месяца сезона, где смог себя проявить и забил 10 голов в 16 матчах.
За главную команду «Блэкберна» Дербишир забил свой первый мяч в победной 3:0 игре против «Уиган Атлетик» 1 января 2007 года, а затем помог своей команде разгромить 4:1 «Эвертон» в Кубке Англии 7 января. Впервые в основе в том сезоне он вышел против «Арсенала» 13 января, а следом забил свой третий гол в четырёх матчах в поединке против «Манчестер Сити».
Дербишир продолжил впечатлять своей игрой на следующей неделе, забив дважды в Кубке Англии против «Лутон Тауна», а следом забил «Манчестер Юнайтед», воспользовавшись ошибкой Майкла Каррика, но «Блэкберн Роверс» проиграл тот матч 1:4.
Дербишир закончил свой первый сезон в Премьер-лиге с 9 голами во всех соревнованиях, 14 матчами в стартовом составе и 16 выходами на замену. В сезоне 2007/08 Дербишир забил в первом матче сезона против «Мидлсбро», выйдя на замену и принеся своей команде победу 2:1.
1 марта 2008 года он забил на последних минутах «Ньюкасл Юнайтед», а 20 сентября принёс победу в матче против «Фулхэма», получив передачу от Роке Санта-Круса.

### «Олимпиакос»
28 января 2009 года Дербишир переехал в «Олимпиакос» в аренду до конца сезона 2008/09. За новый клуб он дебютировал, выйдя на замену в первом матче Кубка Греции против ПАОКа. В ответном матче Дербишир забил гол в дополнительное время, обеспечив клуб проход в полуфинал.
В чемпионате Греции Дербишир дебютировал 14 февраля 2009 года в победном мачте 2:1 против «Ариса», заменив на 80 минуте Диого. 15 марта 2009 года он забил свой первый гол в матче 5:0 против «Ираклиса», первым касанием мяча, выйдя на замену Лусиано Галлетти на 81-й минуте, а 5 минут спустя забил ещё раз. На следующей неделе он начал матч против «Паниониоса» в стартовом составе и отыграл весь матч.
2 мая 2009 года Дербишир сыграл ключевую роль в финале Кубка Греции против АЕКа. «Олимпиакос» проигрывал 0:2, когда Дербишир вышел в перерыве на замену. Три минуты спустя после выхода Дербишира «Олимпиакос» забил, а вскоре сравнял счёт. В добавленное время АЕК, казалось бы, забил победный гол. Однако на 6-й добавленной минуте Дербишир сравнял счёт, получив сотрясение мозга в том голевом моменте. «Олимпиакос» выиграл матч 15:14 по пенальти, и Дербишир был признан игроком матча. 18 июня 2009 года «Блэкберн» и «Олимпиакос» договорились о полноценном трансфере Дербишира. Он подписал контракт на четыре года 23 июня 2009 года. Плата за трансфер, как сообщалось, составила £ 3 млн.
21 марта 2010 года Дербишир забил победный гол в матче против «Панатинаикоса» и был прозван болельщиками «английским убийцей».
В августе 2010 года новый тренер команды Эрнесто Вальверде заявил Дербиширу, что он не входит в его планы на сезон 2010/11, так что должен искать себе новую команду. Дербишир вернулся в Англию и подписал контракт с «Бирмингем Сити» 16 августа 2010 года на правах аренды с возможностью сделки. Он дебютировал в матче против бывшего клуба «Блэкберн Роверс» 21 августа, заменив во втором тайме новичка Жигича, а свой первый гол за клуб он забил пять дней спустя в победном 3:2 матче Кубке лиги с «Рочдейлом». В январе 2011 года Дербишир дебютировал Премьер-лиге за «Бирмингем», выйдя на замену против «Блэкпула», а затем он забил дважды в победной 4:1 игре против «Миллуолла» в третьем раунде Кубка Англии. Дербишир так и не стал игроком основы и покинул «Бирмингем» в конце сезона после его вылета из Премьер-лиги.

### «Ноттингем Форест»
До начала сезона 2011/12 «Олимпиакос» сообщил Дербиширу, что он свободен в поисках новой команды. 10 августа 2011 года он подписал трёхлетний контракт с клубом Чемпионшипа «Ноттингем Форест». После подписания контракта Дербишир заявил о важности для его карьеры регулярных появлений в основном составе. В «Форесте» он возобновил сотрудничество с помощником тренера Робом Келли, который был его тренером, когда тот начинал в «Блэкберн Роверс». Дербишир дебютировал за новый клуб 16 августа в победном 1:0 матче против «Донкастер Роверс». Свой первый и единственный гол в сезоне 2011/12 он забил в выездном матче против «Саутгемптона».
14 сентября 2012 года Дербишир на правах аренды отправился за игровой практикой в клуб Лиги 1 «Олдем Атлетик». Он забил в своём дебютном матче против «Ноттс Каунти», закончившемся вничью 2:2. Дербишир снова забил в следующем матче, добыв «Олдем» очко 1:1 в матче со «Сканторпом». Третий гол за «Олдем» Дербишир забил в выездной победной игре (2:0) против «Кру Александра». Дербишир сообщил о своём желании остаться в «Олдеме». Он снова забил в победном 2:0 мачте против «Лейтон Ориент», однако гол вышел скандальным: менеджер «Лейтон Ориент» Рассел Слейд обвинил Дербишира в «гандбольных привычках», однако судья не заметил игры рукой. Тренер «Олдема» Пол Диков также заявил о своём желании сохранить Дербишира в клубе. Однако 29 октября Диков подтвердил, что аренда Дербишира будет продлена до 15 декабря.

### Дальнейшая карьера
30 мая 2014 года Дербишир подписал двухлетний контракт с вышедшим в Чемпионшип клубом «Ротерем Юнайтед». В июне 2016 года Дербишир перешёл в кипрский клуб «Омония».
4 августа 2020 года Дербишир подписал двухлетний контракт с новичком австралийской Эй-лиги клубом «Макартур».

## Международная карьера
1 февраля 2007 года Дербишир был призван в сборную Англии до 21 года её новым менеджером Стюартом Пирсом, на матч против Испании 6 февраля. Однако 3 февраля, играя за «Блэкберн» против «Шеффилд Юнайтед», он получил травму, и матч сборной пропустил.
24 марта Дербишир дебютировал за Англию-21 в матче против Италии на новом стадионе «Уэмбли». Он забил третий гол Англии в захватывающем поединке, завершившимся 3:3. По ходу группового этапа чемпионата Европы по футболу до 21 года в 2007 году Дербишир забил скандальный мяч в ворота команды Сербии: он не выбил мяч, когда сербский защитник Слободан Райкович получил травму, а атаковал ворота и забил гол. В свою защиту Дербишир утверждал, что он не видел травмированного игрока. Он принял участие в эпическом полуфинале против хозяев турнира сборной Нидерландов: он забил свой первый пенальти, но смазал второй, и англичане проиграли 12:13 в серии. 28 марта 2009 года Дербишир отыграл второй тайм в матче 5:0 против Норвегии, забив два гола.

## Личная жизнь
Дербишир женат на Мелиссе Норман, ирландке, у них три сына — близнецы Брейдин и Каллум и младший Киллиан.

## Достижения
«Блэкберн Роверс»
- Кубок Интертото: 2007

«Олимпиакос»
- Чемпионат Греции: 2008/09[38]
- Кубок Греции: 2008/09[38]

«Бирмингем Сити»
- Кубок Английской лиги: 2010/11[38]